# جائزة غرامي
جوائز الغرامي (بالإنجليزية: Grammy Awards)‏  التي تقدمهم الأكاديمية الوطنية لتسجيل الفنون والعلوم (NARAS)، أنشئت عام 1959، وهي أحد الجوائز الموسيقية السنوية الأربعة الكبرى في الولايات المتحدة الأمريكية. يقام حفل توزيع جوائز الغرامي في فبراير من كل عام، وهو يشبه إلى حد بعيد حفل توزيع جوائز الأوسكار الخاصة بالسينما وحفل توزيع جوائز إيمي الخاصة بالمسلسلات وحفلة جائزة توني الخاصة بالمسرح.لكن الغرامي تعني فقط بالموسيقى.
أول احتفال خاص بجائزة الغرامي كان في4 مايو 1959 تكريما وتشريفا للموسيقيين المبدعين في أعقاب السنة المنقضية 1958.
الجوائز توزع على 78 تصنيفات ضمن 30 نوع موسيقي مثل البوب، والروك، والراب. تقوم الأكاديمية الوطنية لتسجيل الفنون والعلوم بترشيح والتصويت بعد ذلك بخلاف جوائز الموسيقى الأمريكية (AMA) التي تعتمد على الشعبية، وتختلف أيضاً عن جوائز بيلبورد الموسيقية (BMA) التي تعتمد على الإنجازات المحققة في سباق الأغنيات.
أكبر عدد من جوائز الغرامي حصل عليها الموسيقار جورج سولتي وهو 31 جائزة، وقد رشح إلى 74 جائزة قبل رحيله عام 1997.وأكثر مغني حصل على جوائز الغرامي في ليلة واحده هو ملك البوب مايكل جاكسون في عام 1984 حينما فاز بـ 8 جوائز غرامي دفعه واحده ولم يستطع أي فنان في التاريخ ان يصل إلى هذا الرقم.

## التاريخ
أخذت الجائزة جذورها بعلاقة مع ممر الشهرة في هوليوود خصوصا في خمسينيات القرن الماضي. و ارتئي عندها كبار المسؤولين في قطاع الموسيقى استحداث جائزة تعني بالموسيقى وترقى في الآن ذاته إلي قيمة جوائز أخرى في قطاعات مغايرة كالأوسكار والإيمي وغيرهما. بنشأة الأكاديمية الوطنية لتسجيلات العلوم والفنون طُرِح السؤال حول الاسم الذي سيقع منحه للجائزة، في بادئ الأمر رُشِّح اسم «إيدي» (بالإنجليزية: Eddie)‏ نسبة إلى مخترع الفونوغراف توماس أديسون. ثم وقع الإختيار في نهاية الأمر على استعمال اسم مخترع الغراموفون إميل برلينر وأعطي الاسم للجائزة رسميا سنة 1958.

أول احتفال للجائزة أقيم 4 مايو 1959 في موقعين الأول في بيفرلي هيلز كاليفورنيا والثاني في نيويورك مع ترشيح 28 جائزة للفوز. تزايد على إثرها أعداد الجوائز وكذلك الأصناف المقدمة. أقيمت النسخة الثانية من الجائزة في نفس العام وذلك في سنة 1959 وتم تلفزة الحفل لأول مرة آن ذلك، إلا أن أول بث مباشر للحفلة كان فقط في النسخة الثالثة عشر أي سنة 1971.
الجائزة عبارة عن شكل ألة موسيقية قديمة تدعي فونوغراف وتم اعتماد شكل الجائزة الحالي منذ سنة 1991.

## أصناف الجائزة
تنقسم الجائزة عامة إلي أربعة أصناف كبري:
- ألبوم العام : جائزة تقدم إلي المؤدين والمنتجين المساهمين في الألبوم.
- تسجيل العام : جائزة تقدم المؤدين والمنتجين المساهمين في الأغنية.
- أغنية العام : جائزة تقدم لأفضل أغنية موجودة.
- أفضل فنان صاعد: جائزة تقدم لأفضل مغني واعد برز طوال العام.

المغني الوحيد الذي ربح الجوائز الأربعة هو كريستوفر كروس وذلك سنة 1981.بالنسبة لأديل فازت سنة 2009 بجائزة أفضل فنان صاعد ثم أعقبتها بالفوز ببقية الجوائز الثلاث سنة 2012 و 2017.
أما بقية الجوائز الفرعية فهي تقدم لكل أداء وإنتاج في مجالات وميادين معينة علي وجه الخصوص. و بسبب الأعداد الكبيرة للجوائز المقدمة في الحفل (78 جائزة سنة 2012 و 81 جائزة سنة 2013 و 82 في 2014) وكذلك بسبب تأدية الأغاني خلاله، فإنه فقط أشهر الجوائز وأفضلها، يبلغ عددها حوالي 12 جائزة بما فيهم الأربعة الجوائز الرئيسية هي التي تقدم مباشرة خلال الاحتفالات الخاصة بالجائزة وتقدم بقية الجوائز في حفل مبكر يقام قبل الحفل الرئيسي.

### 2012 وإعادة هيكلة الأصناف
في 6 أبريل 2011 قررت الأكاديمية القيام بإصلاح شامل وصارم علي أصناف الجائزة للعام المقبل.فخفض عدد الجوائز من 109 إلي 78 جائزة.كما تم إلغاء التفرقة بين الذكور والإناث في صنف المغنون المنفردون كذلك الأمر بالنسبة للتفرقة بين الثنائيات والمجموعات إذ وقع إلغاء التفرقة بينهما في مجالات متعددة منها (بوب،R&B، راب).و في نفس الوقت أنهي العمل بجوائز أخرى تهم العازفين المنفردين.
- بالنسبة إلى مجال الروك تم الجمع الأصناف الخاصة بألبومات الهارد روك والميتال كما ألغيت جائزة أفضل عازف روك.
- في مجال R&B ، التفرقة بين أفضل ألبوم R&B معاصر وبقية الألبومات أصبحت من الماضي لتدمج صلب صنف موحد هو أفضل ألبوم R&B.
- أما في الراب فإن صنف أفضل مغني راب منفرد وصنف أفضل ثنائي أو مجموعة راب تم مزجهما ضمن أفضل أداء راب.

أغلب الإلغاءات للجوائز إنصبت ضمن صنف الموسيقى التقليدية الأمريكية (بالإنجليزية: Roots)‏ إذ تم إسقاط أغلب الجوائز المتعلقة بها وتم دمجها في جائزة واحدة بما في ذلك موسيقى البولكا.و تدعي جائزة أفضل ألبوم موسيقى تقليدية.
في مجال الموسيقى الكلاسيكية تم تعليق العمل بجائزة أفضل ألبوم كلاسيكي نظرا لأن الفائز بهذه الجائزة غالبا ما يفوز في بقية الأصناف.فأنشأت جائزة ألبوم العام.
و منذ إصلاحات 2012 عدد قليل فقط من الجوائز المستحدثة أضيف إلي قائمة الجوائز، ليستقر العدد النهائي إلي 84 جائزة سنة 2017.

## المشاهدين
| السنة | المشاهدين (بالمليون) | Rating/Share (Households) | ثمن الإعلانات (30 ثانية) | المصدر               |
| ----- | -------------------- | ------------------------- | ------------------------ | -------------------- |
| 2017  | 26.05                | 7.8/22                    |                          | [ 18 ]               |
| 2016  | 24.95                | 7.7/22                    | $1,200,000               | [ 19 ]               |
| 2015  | 25.30                | 8.5/23                    | $1,000,000               | [ 20 ] [ 21 ]        |
| 2014  | 28.51                | 9.9/25                    | $800,000-$850,000        | [ 22 ] [ 23 ] [ 24 ] |
| 2013  | 28.37                | 10.1/25                   | $850,000-$900,000+       | [ 24 ] [ 25 ]        |
| 2012  | 39.91                | 14.1/32                   | $766,000                 | [ 26 ] [ 27 ]        |
| 2011  | 26.55                | 10.0/25                   | $630,000                 | [ 23 ] [ 28 ] [ 29 ] |
| 2010  | 25.80                | TBD                       | $426,000                 | [ 23 ] [ 30 ]        |
| 2009  | 19.04                | 10.3/16                   | $592,000                 | [ 31 ]               |
| 2008  | 17.18                | 10.3/16                   | $572,700                 | [ 31 ]               |
| 2007  | 20.05                | 12.1/19                   | $557,300                 | [ 31 ]               |
| 2006  | 17.00                | 10.9/17                   | $675,900                 | [ 31 ]               |
| 2005  | 18.80                | 11.6/18                   | $703,900                 | [ 31 ]               |
| 2004  | 26.29                | 15.7/24                   | $654,600                 | [ 31 ]               |
| 2003  | 24.82                | 14.7/23                   | $610,300                 | [ 31 ]               |
| 2002  | 18.96                | 11.9/19                   | $573,900                 | [ 31 ]               |
| 2001  | 26.65                | 16.7/26                   | $574,000                 | [ 31 ]               |
| 2000  | 27.79                | 17.3/27                   | $505,500                 | [ 31 ]               |
| 1999  | 24.88                | 16.6/26                   | $472,000                 | [ 31 ]               |
| 1998  | 25.04                | 17.0/27                   | $315,600                 | [ 31 ]               |
| 1997  | 19.21                | 13.4/22                   | $346,300                 | [ 31 ]               |
| 1996  | 21.50                | 14.6/23                   | $304,800                 | [ 31 ]               |
| 1995  | 17.27                | 11.8/19                   | $399,100                 | [ 31 ]               |
| 1994  | 23.69                | 16.1/24                   | $407,700                 | [ 31 ]               |
| 1993  | 29.87                | 19.9/31                   | $401,500                 | [ 31 ]               |
| 1992  | 23.10                | 16.2/27                   | $352,900                 | [ 31 ]               |
| 1991  | 28.89                | 18.8/31                   | $319,200                 | [ 31 ]               |
| 1990  | 28.83                | 18.9/31                   | $330,600                 | [ 31 ]               |
| 1989  | 23.57                | 16.0/26                   | $318,300                 | [ 31 ]               |
| 1988  | 32.76                | 21.1/33                   | $299,900                 | [ 31 ]               |
| 1987  | 27.91                | 18.3/27                   | $264,200                 | [ 31 ]               |
| 1986  | 30.39                | 20.3/32                   | $205,500                 | [ 31 ]               |
| 1985  | 37.12                | 23.8/35                   | N/A                      | [ 31 ]               |
| 1984  | 51.67                | 30.8/45                   | N/A                      | [ 31 ]               |
| 1983  | 30.86                | 25.6/33                   | N/A                      | [ 31 ]               |
| 1982  | 24.02                | 18.2/29                   | N/A                      | [ 31 ]               |
| 1981  | 28.57                | 21.2/34                   | N/A                      | [ 31 ]               |
| 1980  | 32.39                | 23.9/39                   | N/A                      | [ 31 ]               |
| 1979  | 31.31                | 21.9/34                   | N/A                      | [ 31 ]               |
| 1978  | N/A                  | 26.6/44                   | N/A                      | [ 31 ]               |
| 1977  | 28.86                | 21.3/38                   | N/A                      | [ 31 ]               |
| 1976  | N/A                  | 23.8/47                   | N/A                      | [ 31 ]               |
| 1975  | N/A                  | 16.4/30                   | N/A                      | [ 31 ]               |
| 1974  | N/A                  | 30.3/52                   | N/A                      | [ 31 ]               |

## وصلات خارجية
- جائزة غرامي على موقع IMDb (الإنجليزية)
- جائزة غرامي على موقع ميتاكريتيك (الإنجليزية)
- جائزة غرامي على موقع الموسوعة البريطانية (الإنجليزية)
- جائزة غرامي على موقع روتن توميتوز (الإنجليزية)
- جائزة غرامي على موقع ميوزك برينز (الإنجليزية)
- جائزة غرامي على موقع ميوزك برينز (الإنجليزية)
- الموقع الرسمي